# Fenomen lunar transitori
Un fenomen lunar transitori (de l'anglès transient lunar phenomenon TLP o lunar transient phenomenon o LTP) es tracta de resplendors i enfosquiments locals de la superfície del nostre satèl·lit, produïts per petites pertorbacions i terratrèmols lunars que alliberen gasos de l'interior de la Lluna. Des de gairebé l'inici de la selenografía s'ha observat sobre la regolita la presència de fenòmens lluminosos, uns brillants i altres foscos, incomprensibles i de difícil explicació.
El terme va ser creat per Patrick Moore en la seva coautoria de la NASA Technical Report R-277 Chronological Catalog of Reported Lunar Events, publicat el 1968.

## Història
El 1687 es va anunciar la visió d'un punt molt brillant entre les banyes lunars, una visió que ben va poder ser errònia donada la qualitat dels instruments de llavors. El que ja no és tan segur és que el cèlebre astrònom William Herschel s'equivoqués en anunciar que durant un eclipsi lunar en 1783 veiés sobre la Lluna llueixes estranyes i brillants, fenomen que es va repetir en 1787 amb la visió de "punts brillants" o el 1821 llums que va albirar en tres ocasions.
L'astrònom espanyol Antonio de Ulloa (qui va col·laborar en el mesurament de les dimensions de la Terra en una expedició internacional a Perú) va observar el 1778, durant el l'eclipsi lunar ocorregut el 24 de juny, un punt brillant sobre la superfície lunar a manera de "forat" que deixava passar la llum solar; una llum similar encara que vermellosa seria observada durant gairebé cinc mesos l'any 1789.
El 1788 l'astrònom planetari alemany Johan Schröter havia informat de la presència d'una llum molt brillant entre els pics dels Mons Alps, no lluny de Plato.
El mateix astrònom real britànic Nevil Maskelyne va comunicar l'observació d'un altre albirament telescòpic sobre la superfície lunar.
El cràter Plató, fosc d'aparent fons pla, és un ric focus d'activitat TLP: des de Schröter en 1788 es ve esmentant l'aparició de llums o lluentors en el seu fons, no faltant observadors que veiessin en el seu fons grups des de 4 fins a 28 llums diferents, les quals augmentaven i disminuïen de lluentor alternativament amb el temps. En 1877 s'albiraria un estrany triangle lluminós en el mateix fons i H. P. Wilkins anunciaria a l'agost de 1944 la presència d'un punt rodó en el cràter. El mateix Wilkins aportaria una altra observació d'una resplendor sorprenent a la zona del cràter Aristarc, un altre sector també bastant "calent" en aquest tipus de fenòmens.
Una altra observació fiable prové de l'astrònom francès Trouvelot, de l'observatori de Meudon, qui va albirar al febrer de 1877 una llum en el cràter Eudoxo, una zona bastant coneguda per aquest tipus d'activitat; al març s'albiraria una altra llum a la zona del cràter Proclus i al juny s'albiraria una altra estranya llum.
El setembre del 1953 Rudolph Lippert va anunciar la visió d'una llum que va brillar amb un intens color groc ataronjat, que ell va atribuir a un impacte meteòric sobre la superfície lunar.

## Estudis moderns
El primer registre fiable d'un TLP seria el que va efectuar l'astrònom soviètic Nikolai Kozyrev, de l'Observatori de Crimea, el 4 de novembre de 1958, qui va obtenir l'espectre d'un núvol vermellós emès pel bec central del cràter Alphonsus. Dels estudis posteriors basats en l'anàlisi de les emissions de carboni diatòmic es va arribar a la conclusió que la composició d'aquest núvol era similar al gas que genera el cap dels cometes.
Una altra observació documentada (confirmada per diversos observadors) és la que va registrar l'Observatori Lowell a l'abril de 1966 quan un astrònom va seguir la lluentor d'una intensa llum vermellosa en el cràter Gassendi.
Amb l'inici de les missions Apollo a la Lluna va començar una campanya d'observacions de TLP el 1969, coordinades pel Center for Short Live Phenomena (Centre per a Fenòmens de Curta Vida), fenòmens que haurien de ser comunicats als astronautes per a la seva posterior confirmació. A Espanya l'Agrupació Astronòmica de Sabadell va observar un en el fons del cràter Aristarc (maig de 1969); durant una segona campanya tant José Mª Oliver (19 de juliol en Aristarc) com José Mª Gómez (9 d'agost a Herodot) van arribar a albirar aquest tipus de fenòmens. No va acabar l'any sense que s'efectuessin nous albiraments: així amb motiu del llançament de l'Apollo 12 es van albirar llums sobre Aristarc per dos observadors, confirmant l'u l'albirament de l'altre. Els resultats positius d'aquests tres programes van permetre confirmar definitivament l'existència dels TLP com a fenòmens físics i no miratges.
En els últims anys Tófol Tobal al novembre de 1982 va observar un TLP que va durar 45 minuts en el pic d'Alphonsus.

## Explicació i fenomenologia
L'origen d'aquest tipus de fenòmens no és del tot clar; no ha de descartar-se l'activitat volcànica, que si bé és molt reduïda i en regions concretes (Alphonsus o Aristarc) han de quedar focus residuals de vulcanisme: això ho avalen els núvols de gas i les resplendors.
Tampoc poden excloure's els fenòmens de fluorescència que s'originen pel bombardeig de partícules energètiques provinents del sol en èpoques de màxima activitat (fulguracions solars), bombardeig que podria fer brillar certs materials lunars per fluorescència induïda i que només seria percebut com a resplendors a la zona fosca de la Lluna.
En explicades ocasions és possible que algunes restes (fragments cometaris gelats o petits bòlids d'alguna pluja periòdica) s'estavellin sobre la rugosa superfície lunar, originant resplendors brillants de molt curta durada capaces d'aixecar un núvol de pols brillant (podem esmentar l'impacte produït el 13 de maig de 1972 prop de la zona d'allunatge de l'Apollo 14, que va alliberar la mateixa energia que 1.000 tones de TNT i que va ser confirmat per personal del Smithsonian Institute): nombroses vegades cada any el nostre planeta creua eixams meteòrics com les Perseides, Leònids, Tàurids... molts dels quals incideixen sobre la Terra cremant-se com estels fugaços en l'atmosfera; en caure sobre la Lluna aquestes partícules arribarien intactes al sòl impactant a gran velocitat (com a mínim 2,3 km/s) transformant tota l'energia cinètica en calor.
Altres possibles causes de l'aparició sobtada d'aquests fenòmens poden ser els tremolors de l'escorça lunar produïts per l'atracció de la Terra sobre la Lluna. Aquesta enorme tensió, ja manifestada en les enormes falles del centre de la cara visible, origina forts moviments del sòl que pot causar esquerdes per les quals s'escapin gasos que fins llavors romanien atrapats sota la superfície del nostre satèl·lit.
També els fenòmens produïts per les diferències de temperatura que pot arribar a ser de més de 200 graus centígrads en el transcurs d'un curt espai de temps, sobretot en el període d'orto i ocàs del Sol ajudaria a fragmentar els materials petris, podent originar fuites de gasos similars als produïts per moviments sísmics.